# Giovanni Carlo Sicinio Galli da Bibiena
Giovanni Carlo Sicinio Galli Bibiena ou Giovanni Carlo Sicinio Galli da Bibbiena (Bologne, 1717-Lisbonne, 1760) est un architecte et dessinateur italien, appartenant à la famille des artistes toscans Galli da Bibiena.
Il est souvent confondu avec un jeune fils de Ferdinando Galli da Bibiena (1657-1743) ou Carlo (1728-1787), fils de Giuseppe Galli Bibiena (1696-1757). En fait, il est le fils de Francesco Galli da Bibiena (1659-1739) et d'Anne Mité, d'origine lorraine, et né à Bologne le 13 août 1717. Il doit son troisième prénom à son parrain, le comte Sicinio Ignazio Pepoli (1684-1750). 

## Biographie
Giovanni Carlo Sicinio Galli da Bibiena a été membre, directeur et professeur d'architecture de l'Académie des beaux-arts de Bologne pendant de nombreuses années, en suivant les enseignements de son père et de son oncle Ferdinando. 
Il a décoré l'escalier du Palazzo Savini à Bologne et la chapelle de Saint-Antoine dans la basilique Santi Bartolomeo e Gaetano. 
Il a dessiné les plans et les programmes pour le maître-autel de la basilique San Petronio de Bologne à l'initiative du pape bolonais Benoît XIV. 
En 1752, il a été embauché par le roi Joseph Ier de Portugal, amateur de musique, pour concevoir l'opéra de Lisbonne, dénommé opéra du Tage. Ce théâtre a été construit selon son projet, mais, sept mois après son achèvement, il a été complètement détruit par le violent tremblement de terre de Lisbonne qui a frappé le Portugal en 1755. Ce théâtre, sous le nom de théâtre São Carlos, a été reconstruit en 1792 par l'architecte José da Costa e Silva. 
Giovanni Carlo Sicinio Galli Bibiena est mort à Lisbonne le 20 novembre 1760.